# Taxeotis adelia
Taxeotis adelia är en fjärilsart som beskrevs av Louis Beethoven Prout 1910. Taxeotis adelia ingår i släktet Taxeotis och familjen mätare. Inga underarter finns listade i Catalogue of Life.